# Lake Hawdon South Conservation Park
Lake Hawdon South Conservation Park är en park i Australien. Den ligger i delstaten South Australia, omkring 280 kilometer sydost om delstatshuvudstaden Adelaide.
Trakten runt Lake Hawdon South Conservation Park är nära nog obefolkad, med mindre än två invånare per kvadratkilometer.. Närmaste större samhälle är Robe, omkring 18 kilometer väster om Lake Hawdon South Conservation Park. 
I omgivningarna runt Lake Hawdon South Conservation Park växer huvudsakligen savannskog. Genomsnittlig årsnederbörd är 750 millimeter. Den regnigaste månaden är juli, med i genomsnitt 128 mm nederbörd, och den torraste är februari, med 17 mm nederbörd.